# Nana Azuki
Nana Azuki (AZUKI七 AZUKI Nana?,  29 de julio), nombre artístico de Rie Iwai, fue una poetisa, fotógrafa, autora de canciones y teclista, y actualmente una activista japonesa. Desde 1999 hasta 2013 fue integrante activa de la banda Garnet Crow.

## Perfil
Nana aprendió a tocar el piano alrededor de los cuatro o cinco años de edad, y se perfeccionó hasta considerarse buena en él hasta los diecinueve años aproximadamente. Al graduarse de la universidad, comenzó a participar como modelo, y tiempo después abandona esto para escribir tanto poesías y canciones, y comenzó a participar en audiciones que buscaban música, enviando sus obras. La primera creación de ella que se hizo una canción relativamente conocida en Japón fue el tema "Taiyō no Koku e Ikō yo sube ni ~Soratobu Yume ni Notte~", escrito para Maki Ohguro. Esto le dio tribuna para después crear música para otros artistas como Wands y Field of view, para finalmente unirse como teclista a Garnet Crow.
Su libro, titulado "80,0" (Ichimaru maru), es donde Nana publica por primera vez sus poesías -80 en total- y también fotografías tomadas por ella, desarrollando otras facetas artísticas. Aparte de trabajar musicalmente en el teclado en Garnet Crow, también ha participado como teclista para otros artistas, como WAG.
Tanto su nombre real como su fecha real de nacimiento solían ser todo un misterio, como prácticamente toda su vida privada. Sin embargo, se había investigado y una aparición de 1993 y también de 1997 cuando trabajaba como modelo, Nana utilizaba el nombre de pila Rie Sugatani (菅谷りえ), lo que dio indicios del que podría ser su nombre real. Posteriormente algunos medios que indagaron en esto afirmaron que el nombre real de Nana es Rie Sugatani (escrito en kanji como 菅谷里絵), aunque no ha sido afirmado por la músico de manera oficial hasta el momento.
Sin embargo, en 2015 fue descubierto que su verdadero nombre es Rie Iwai y actualmente actúa en el grupo extremista Zaitokukai, que protesta contra minorías étnicas y homosexuales en Japón.

## Letras
Nana Azuki se ha hecho bastante conocida debido a sus composiciones poéticas líricas, que tienden a tratar temas no tratados comúnmente por la música tradicional, como lo son la muerte, la inconstancia, la soledad y el poder de la naturaleza.
Sus trabajos de poesía son un poco menos conocidos, como por ejemplo su libro "80,0", donde incluyó ochenta de sus poemas y su trabajo de fotografía.
En música, Nana aparte de escribir cada uno de los temas para su banda Garnet Crow, ha trabajado en los trabajos solistas de Hitoshi Okamoto, como también varios artistas del sello al que pertenece, Giza Studio.

## Creaciones

### Canciones
Letras que Nana ha escrito para otros artistas. Se entiende que Garnet Crow no está incluido aquí ya que todos los temas del grupo fueron escritos por ella.
- Sayuri Iwata: "Sorairo no Neko" (también fue grabada por Garnet Crow, posteriormente)
- Azumi Uehara: "Aoi Aoi Kono Hashi ni", "Special Holynight"
- Maki Ohguro: "Taiyō no Koku e Ikō yo sube ni ~Soratobu Yume ni Notte~"
- Hayami Koshimoto: "MeiQ!? -Meikyū-MAKE★YOU-", "Aisuru Kimi ga Soba ni Ireba"
- Soul Crusaders: "Safety love", "Kashō", "Free my mind", "Lonesome Tonight ~Kimi Dake Mitsumeteru~", "Resolution", "Do you feel like I like?", "Holiday"
- Shiori Takei: "Shizukanaru Melody", "close line", "Kimi ni Koishiteru", "Yūnagi", "Sakurairo", "Like a little Love"
- DEEN: "Tooi Tooi Mirai e"
- FIELD OF VIEW: "CRASH", "Aoi Kasa de"
- WAG: "Free Magic", "Kanashimi no Ame"
- WANDS: "Kyō, Nani ka no Hazumi de Ikiteiru"

### Libros
- 80,0 (Hachimaru maru) (31 de enero de 2001)